# 黄旭华
黄旭华（1926年3月12日—2025年2月6日），中國工程師，广东省揭阳县（今揭阳市）客家人，出生于广东省海丰县田墘（今汕尾市城区田墘街道）。中国工程院院士，中国核潜艇第二任总设计师，中国船舶重工集团公司第719研究所研究员、名誉所长。
黃旭華曾在採訪時這樣介紹自己：「我的家鄉在汕尾海豐田墘鎮。我是客家人，祖籍揭陽，生於汕尾，這三個身份缺一不可。」

## 生平

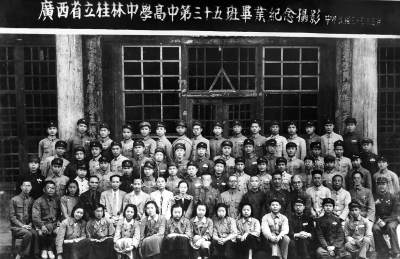
桂林中学高中第35班毕业合影，后排圈中者为黄旭华

1944年畢業於桂林中學，1945年获得中央大學航空系保送资格，但并未接受，又于7月以專業第一名的成績考取国立交通大学造船系船舶製造專業（今上海交通大学船舶海洋及建筑工程学院），1949年毕业，同年4月在该校加入中国共产党。
中华人民共和国成立后，黄旭华参与了中国第一代核潜艇的研制，1979年被任命为中国核动力潜水艇（核潜艇）副总设计师之一（第一任总设计师为核动力科学家彭士禄，另两位副总设计师为核动力工程专家赵仁恺和潜射导弹专家黄纬禄）。1983年2月，彭士禄在中国首艘第一代攻击型核潜艇（091型）服役多年、首艘中国第一代战略弹道导弹核潜艇（092型）建成下水准备服役之后，由中华人民共和国第六机械工业部（造船工业部）副部长兼总工程师转任中华人民共和国水利电力部副部长兼总工程师，由主持负责核潜艇工程转为主持负责和平开发利用核能核电站建设工程，黄旭华继任为中国核潜艇第二任总设计师。2017年黄旭华在接受香港《南华早报》采访时说，1960年代后期文化大革命时，他曾因“家庭出身问题”被下放农村劳动，养了两年猪，称那时是他一生中“唯一轻松的时光”，因为除了喂猪没有其他任何责任。
1994年当选为中国工程院院士。
2017年11月，当选为第六届全国道德模范。中共中央总书记习近平在11月17日举行的全国精神文明建设表彰大会上扶着黄旭华坐到自己身边。
2019年9月17日被授予共和国勋章。新华社发文称其“隐‘功’埋名三十载，终生报国不言悔。”
2020年1月10日，获2019年度国家最高科学技术奖。
2025年2月7日，中国船舶719所发布讣告称，黄旭华因病于2月6日逝世，享年98岁。
2025年6月29日，黄旭华的骨灰被安放在其家乡广东省汕尾市的红海湾经济开发区抗日英烈陵园旁。

## 争议
有媒体将黄旭华称为“中国核潜艇之父”但此却有争议。2018年研究中国核潜艇研发历史的海军作家李忠效发表评论回顾中国核潜艇的研创历史，认为中国核潜艇没有“之父”，黄旭华不应被称为“中国核潜艇之父”；如果总设计师可称为“中国核潜艇之父”，那也应该是第一任（彭士禄），而不是第二任（黄旭华）；批评有关媒体在宣传上存在不良风气。
2019年李忠效还在另一篇对报告文学《赫赫而无名的人生》的评论中称，根据知情人士所说，黄旭华30年不回老家探亲，不是因为保密，不是因为工作离不开，是因其家庭出身不好，怕影响自己，而断绝了与老家的联系；保密工作不对家人说是正常的，但长达30年不回家不正常；即使在大西北沙漠里从事原子弹核试验的人员也没有30年不回老家的传闻，“国家和组织没有这么不讲人性！”。
2019年首批共和国勋章建议人选公示期间，有当年参加中国第一代核潜艇研发的科研人员实名向评选公示表彰主管部门写信，认为“共和国勋章”应该授予彭士禄，而不是黄旭华；也提到“中国核潜艇没有之父”，黄旭华不应被称为“中国核潜艇之父”，质疑黄为何默认媒体称他是“之父”；称媒体把黄旭华宣传为“中国核潜艇之父”的问题若不予以纠正，“将是不可原谅的历史性的遗留问题”。
2020年澎湃新闻发布的网络文章中认为，核潜艇非能由一人造成，若一定要较真谁是“中国核潜艇之父”，可能会数出4位，彭士禄、黄旭华、赵仁恺和黄纬禄四位总师共同造就了中国的核潜艇事业。提到研造中国核潜艇的业内人士称彭士禄是“无冕之王”。
2021年之后一些文章称，黄旭华未接受媒体赞誉的“核潜艇之父”称号，称彭士禄更胜任此称号，且该工程所有参与者都是中国核潜艇的创造者。
2019年2月中国中央电视台在一播出节目中介绍黄旭华时，称其为“中国第一代核潜艇总设计师”和“93岁老军工”。2020年12月26日，中国中央电视台发文纪念中国首艘核潜艇下水50周年，重点介绍了彭士禄和黄旭华的贡献，称彭士禄为“中国核潜艇之父”。

## 家庭
- 父母：父母皆任職醫生，育有9兒女，黃旭華排行第三。
- 妻子：李世英（1925年－），上海港務局，1956年與同事黃旭華相戀結婚，夫婦育有3女兒[20]。

## 艺术形象
- 2021年电视剧《功勋》，黄晓明饰演黄旭华